# Station Orpington
Station Orpington is een spoorwegstation van National Rail in de plaats Orpington in de London Borough of Bromley in het zuidoosten van de regio Groot-Londen, Engeland. Het station is eigendom van Network Rail en wordt beheerd door Southeastern.